# Dragonball Z: Resurrection ‚F‘
Dragonball Z: Resurrection ‚F‘ ist der neunzehnte Anime-Film, der auf Akira Toriyamas Manga Dragon Ball basiert. Der 2015 veröffentlichte Film ist somit der fünfzehnte der Dragon-Ball-Z-Reihe. Auf diesem Film basieren die Ereignisse der Goldener-Freezer-Saga aus Dragon Ball Super.

## Handlung
Sorbet, Anführer von Freezers verbliebenen Streitkräften, fliegt zur Erde, um die Dragonballs zu sammeln. Mit diesen wünscht er sich von Shenlong, Freezer wieder zum Leben zu erwecken, den Trunks vor Jahren mit dem Schwert zerstückelt hatte. Shenlong bringt Freezer zwar genauso in Stücken zurück, doch Sorbet vervollständigt diesen mit seiner Regenerationsmaschine. Sofort nach seiner Genesung plant Freezer seine Rache und trainiert dafür zum ersten Mal in seinem Leben.
Vier Monate später und eine Stunde vor Freezers Invasion reist Jaco zur Erde, um Bulma zu warnen. Derweil trainieren Goku und Vegeta ahnungslos unter Whis auf Beerus Planeten. Gohan, Piccolo, Krillin, Muten Roshi, Tenshinhan und Jaco stellen sich der Invasion, besiegen die Armee, sind aber Freezer hoffnungslos unterlegen. Schließlich erreicht Bulmas Nachricht auch Whis und Goku teleportiert sich und Vegeta zurück zur Erde. Whis und Beerus schließen sich ihnen an, jedoch lediglich um Bulmas Erdbeereis zu kosten. Die Zerstörung der Erde interessiert sie nicht.
Im Kampf zwischen Goku und Freezer verwandeln sich beide in ihre ultimativen Formen: der blaue Super-Sayajin-Gott und der Goldene Freezer. Freezer ist anfangs überlegen, doch seine neue Form verbraucht zu viel Energie, so dass letztendlich Goku die Oberhand gewinnt. Goku verschont Freezer und rät ihm, die Erde zu verlassen, um es ein andermal wieder zu versuchen. Durch seinen nahen Sieg unvorsichtig geworden, vernachlässigt Goku seine Deckung und Sorbet schießt ihm aus dem Hinterhalt in die Brust. Freezer bietet Vegeta an, den wehrlosen Goku zu töten und so wieder in seine Dienste zu treten. Vegeta, der die ganze Zeit darauf gewartet hatte, auch kämpfen zu dürfen, schlägt Freezers Angebot aus. Während Krillin mit einer Senzu-Bohne Goku heilt, stirbt Sorbet durch einen von Vegeta abgelenkten Energieball. Auch Vegeta verwandelt sich in einen blauen Super-Sayajin-Gott und besiegt Freezer. Da er Freezers Vernichtung hinauszögert, schießt dieser einen Energiestoß direkt in den Boden und zerstört die Erde. Whis erzeugt ein Kraftfeld und rettet die Zuschauer des Kampfes und meint, dass Freezer im Weltall überleben kann. Er dreht die Zeit um drei Minuten zurück, damit Goku Freezer vor der Zerstörung der Erde vernichtet.

## Produktion
Der Film feierte seine Premiere am 30. März 2015 in Tokio.
In Deutschland erschien er am 8. September 2016. Er ist der erste japanische Film, der in IMAX 3D aufgenommen und in 4DX-Kinos vorgeführt wurde. Kazé Deutschland veröffentlichte ihn am 9. Dezember 2016 auf DVD, Blu-ray und 3D Blu-ray.

### Synchronisation
| Rolle       | Originalsprecher   | Deutscher Sprecher       |
| ----------- | ------------------ | ------------------------ |
| Son-Goku    | Masako Nozawa      | Tommy Morgenstern        |
| Vegeta      | Ryo Horikawa       | Oliver Siebeck           |
| Freezer     | Ryusei Nakao       | Thomas Schmuckert        |
| Bulma       | Hiromi Tsuru       | Claudia Urbschat-Mingues |
| Muten-Roshi | Masaharu Satou     | Thomas Kästner           |
| Krillin     | Mayumi Tanaka      | Wanja Gerick             |
| Son-Gohan   | Masako Nozawa      | Robin Kahnmeyer          |
| Piccolo     | Toshio Furukawa    | David Nathan             |
| Trunks      | Takeshi Kusao      | Amadeus Strobl           |
| Tenshinhan  | Hikaru Midorikawa  | Julien Haggége           |
| Jaco        | Natsuki Hanae      | Bastian Sierich          |
| Whis        | Masakazu Morita    | Oliver Feld              |
| Beerus      | Kôichi Yamadera    | Oliver Stritzel          |
| Videl       | Yuuko Minaguchi    | Julia Blankenburg        |
| Dr. Briefs  | Ryouichi Tanaka    | Stefan Staudinger        |
| C 18        | Miki Itou          | Diana Borgwardt          |
| Shenlong    | Ryuuzaburou Ootomo | Mathias Kunze            |
| Sorbet      | Shirou Saitou      | Matthias Klages          |

## Kritik
Peter Osteried von Kino-Zeit sieht Resurrection ‚F‘ als „wunderbarer Schlusspunkt […], der die ideale Ergänzung zur Animationsserie darstellt.“ Die rasante Action lobt er, wobei die Handlung sich besonders an die Fans richte.
Jörg Gerle vom Filmdienst dagegen erkennt Ermüdungserscheinungen, die er weniger in der Redundanz der Handlung, als vielmehr in der technischen Realisierung sieht. „Der dezidiert zweidimensionale Zeichenstil wurde mit minimalen Effekten in die Tiefe des Raums ausgedehnt, was keinen Mehrwert mit sich bringt. […] der 3D-Anstrich erweist sich als blanker Unsinn.“
Laut trailerwatch.de bietet der Film genau das, was Fans des Animes von einem Dragon-Ball-Film erwarten: ein Stelldichein der wichtigsten Charaktere mit dem typischen Dragon-Ball-Humor. Jedoch ist es kein Film für Neulinge im Dragon-Ball-Universum. „Wer noch keine Ahnung von der Welt und der Story von Son Goku hat, dürfte mit den Zusammenhängen fast nichts anfangen und daher auch den den Geschehnissen auf der Leinwand vermutlich nicht viel abgewinnen können.“